# Prunus sect. Persicae
Prunus sect. Persicae is een sectie van het geslacht Prunus uit de rozenfamilie. De sectie wordt in het ondergeslacht Prunus geplaatst. Deze sectie omvat de om de vruchten (perziken) geteelde soort, en ook enkele soorten die als sierplant hun weg naar tuinen en parken hebben gevonden.
De taxonomische positie van de groep wordt door verschillende auteurs anders behandeld. Het is niet ongebruikelijk om de groep in de literatuur tegen te komen als ondergeslacht van het geslacht Prunus. Op basis van de resultaten van moleculair fylogenetisch onderzoek, stelden Shuo Shi et al. (2013) voor om de groep als sectie in het ondergeslacht Prunus te plaatsen.

## Soorten
- Prunus davidiana
- Prunus ferganensis
- Prunus kansuensis
- Prunus mira
- Prunus mongolica
- Prunus persica – Perzik
- Prunus tangutica

Voorbeelden van soorten uit Prunus sect. Persicae
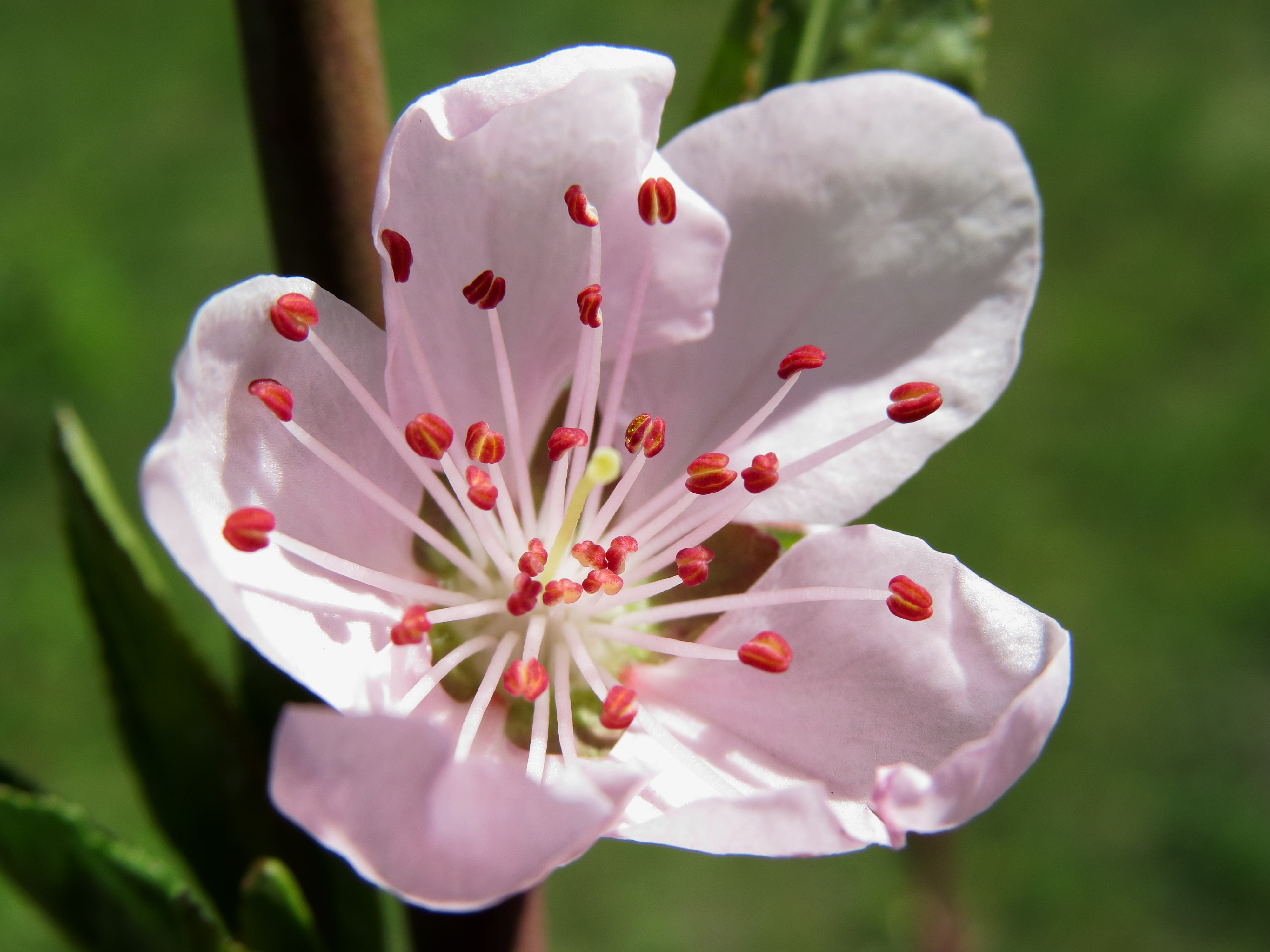
Bloesem van de P. persica
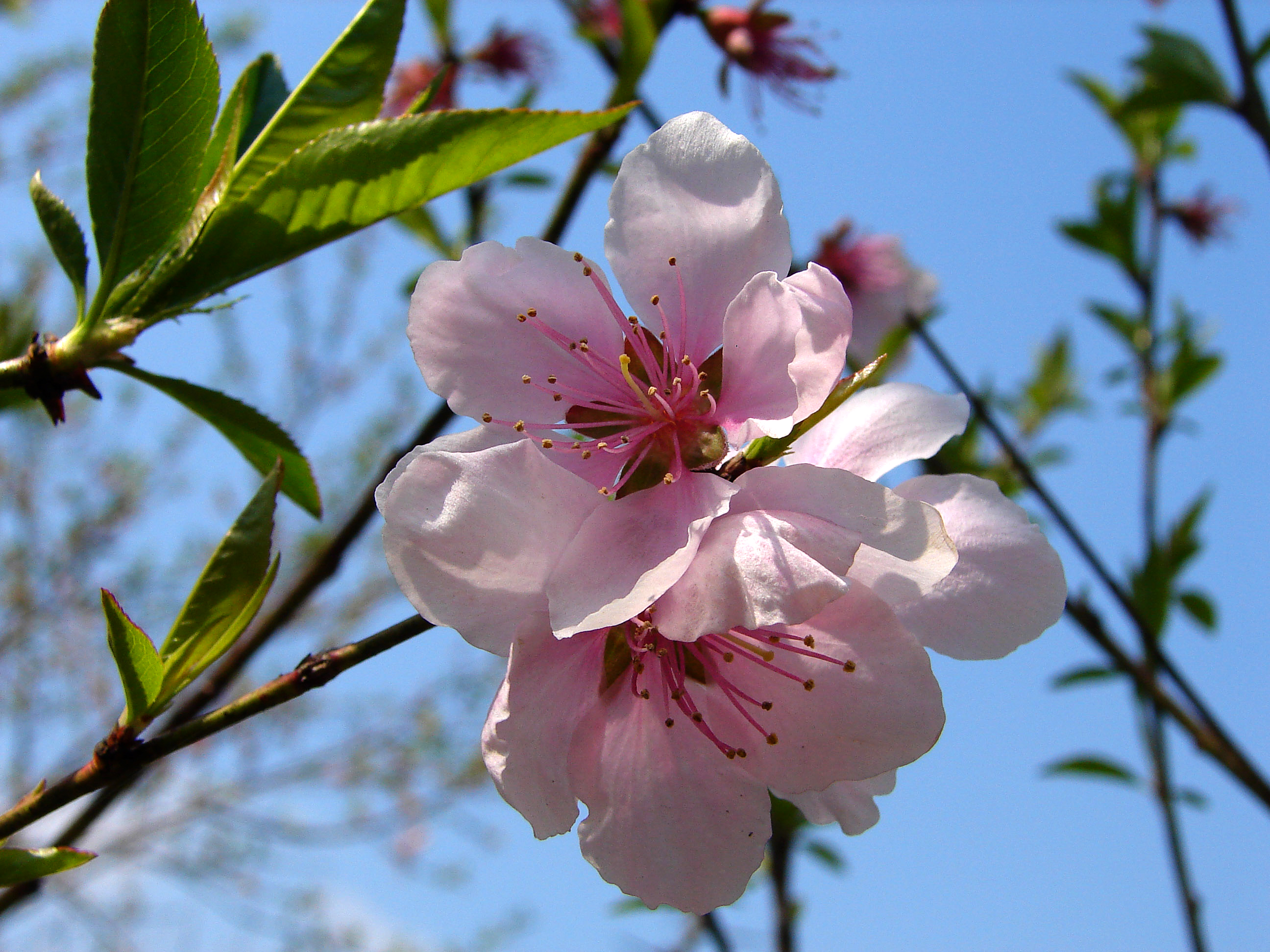
Bloesem van de P. davidiana
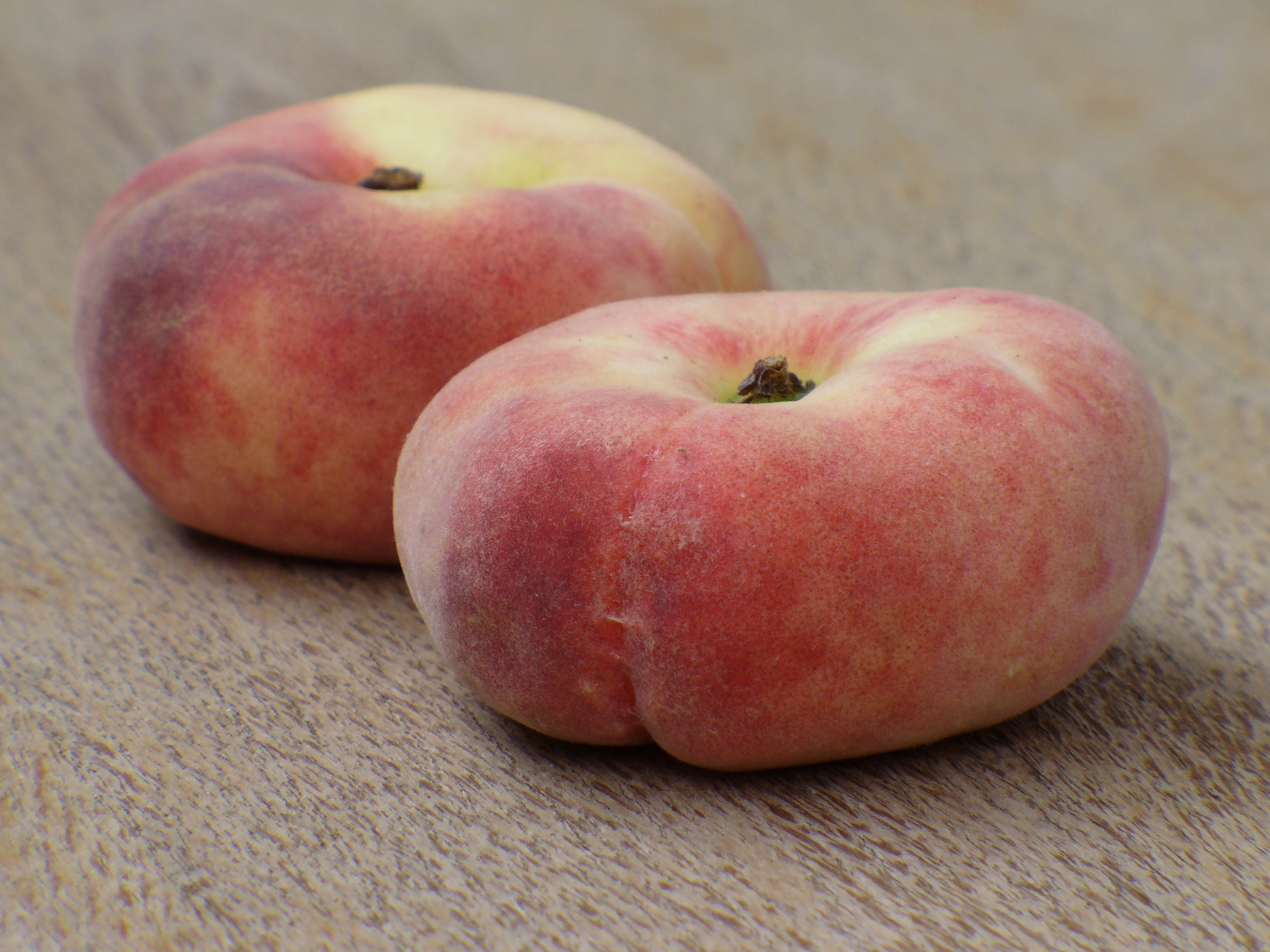
Perzik
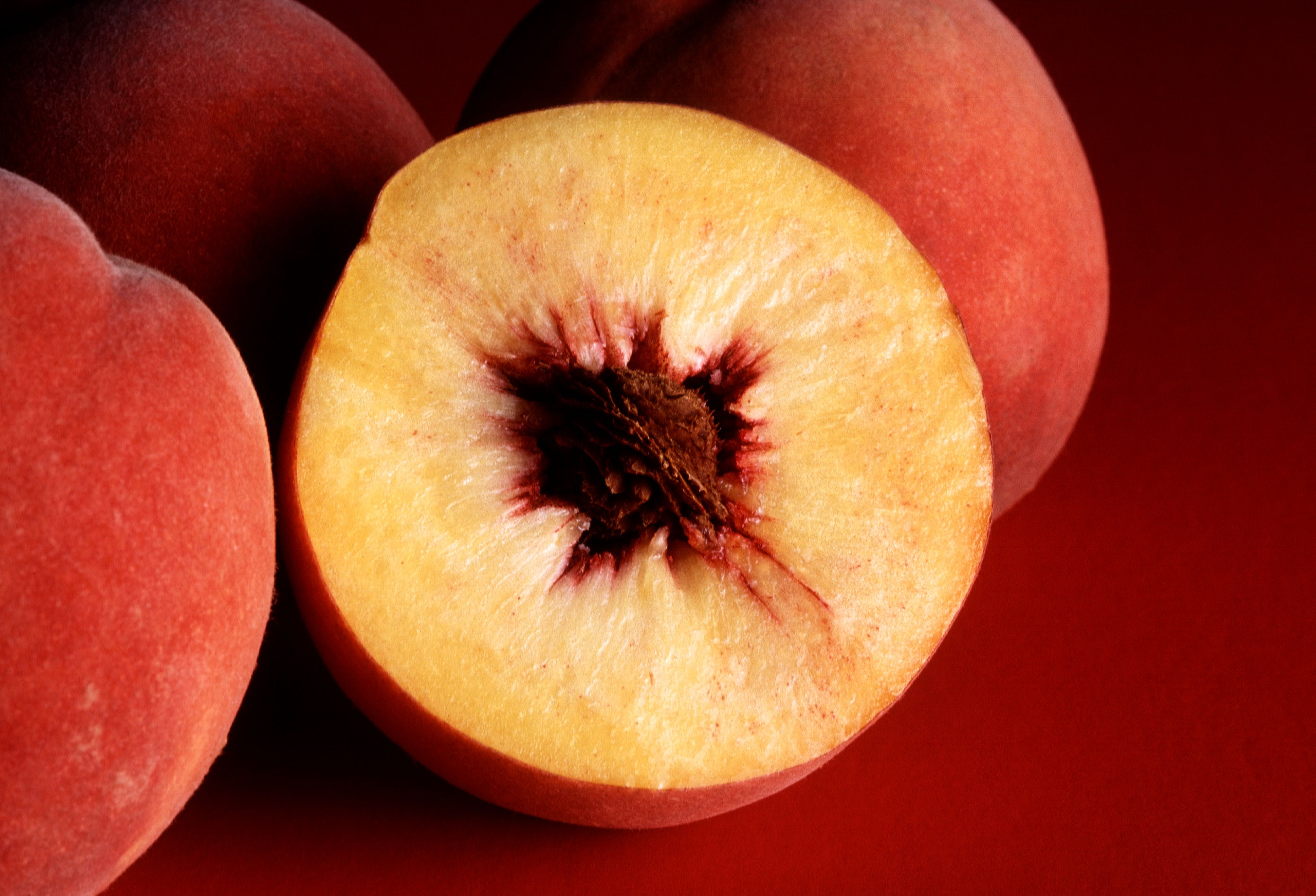
Perziken met pit
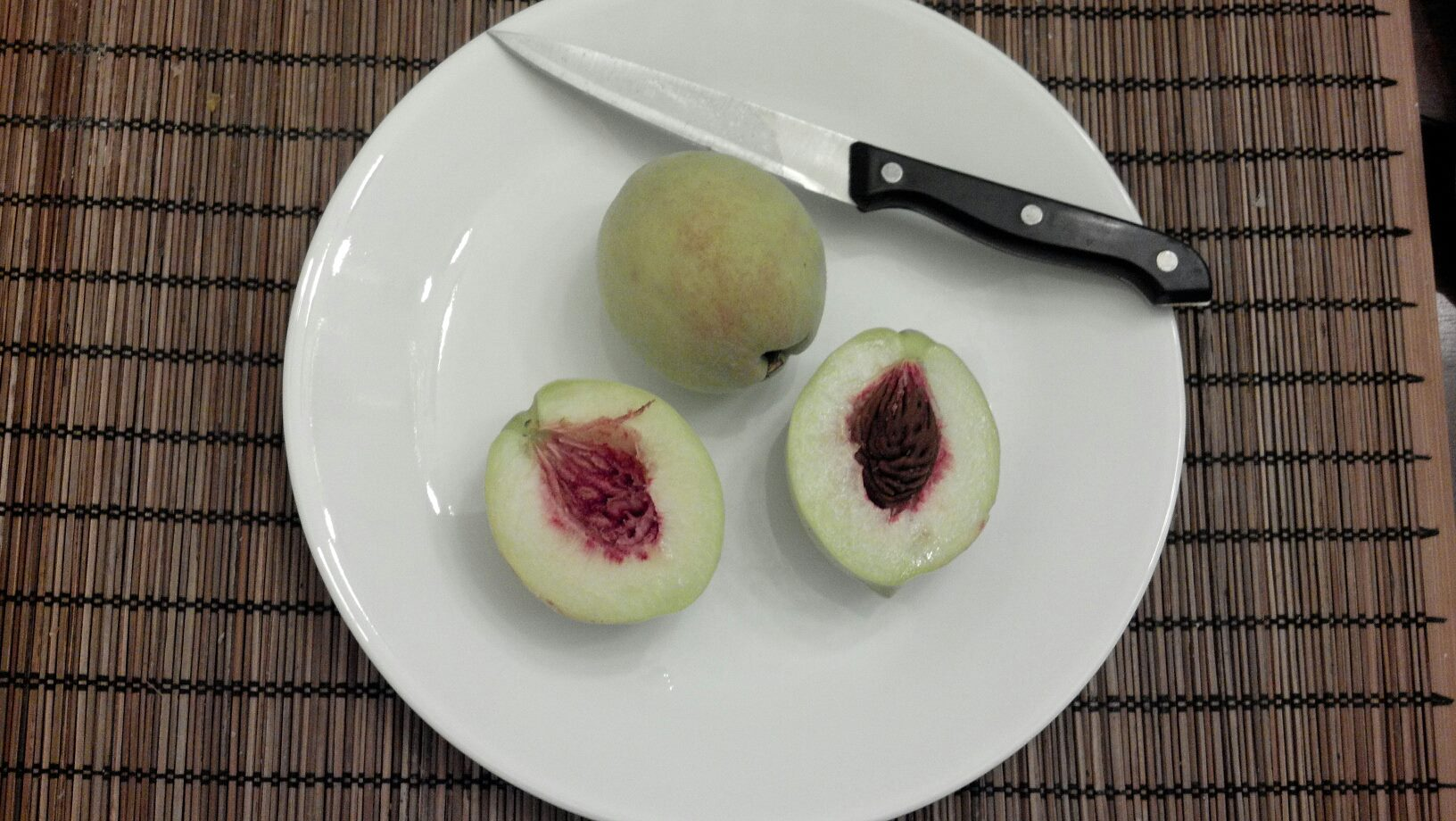
White Georgia-perzik
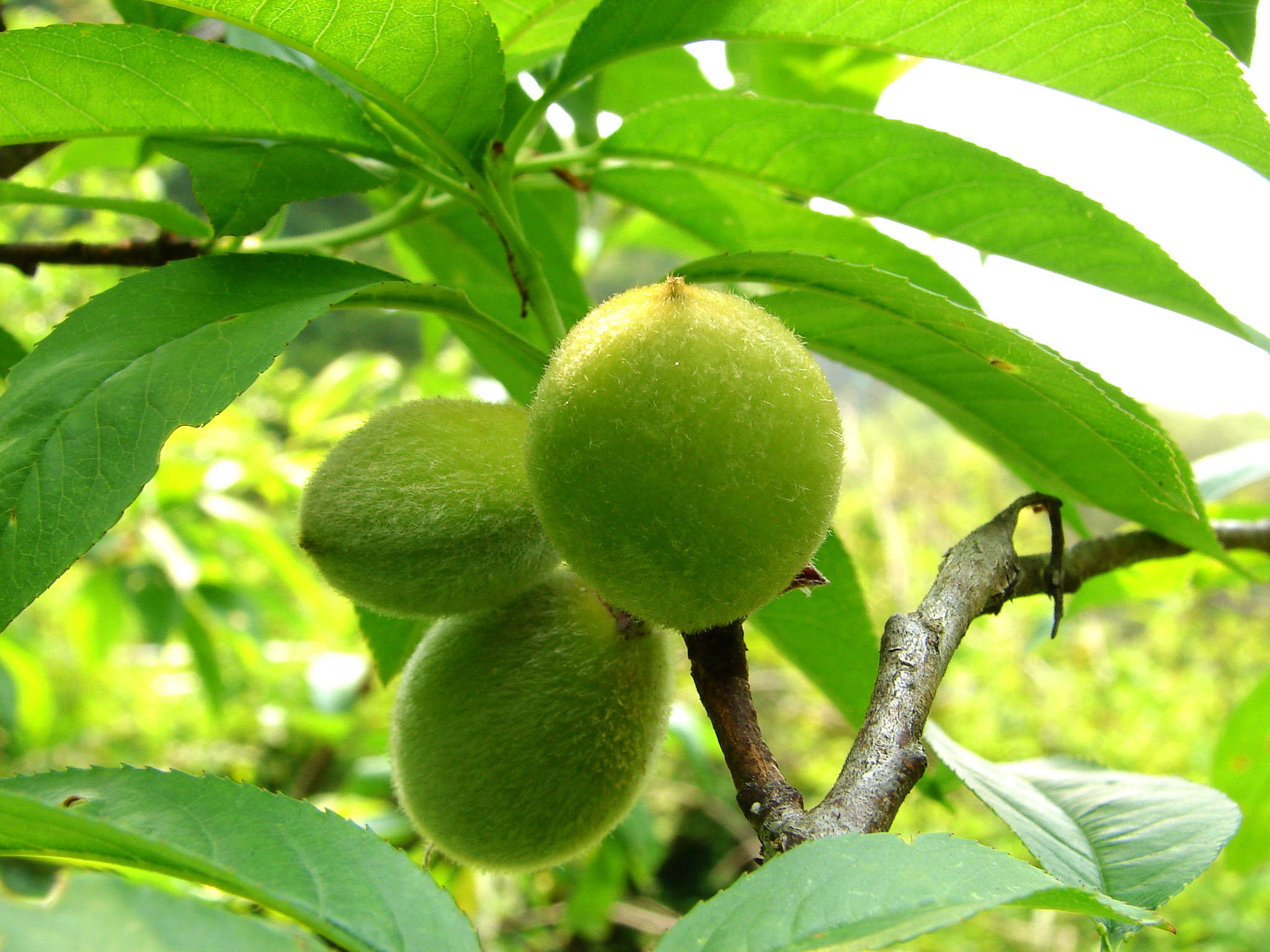
Prunus davidiana-vrucht
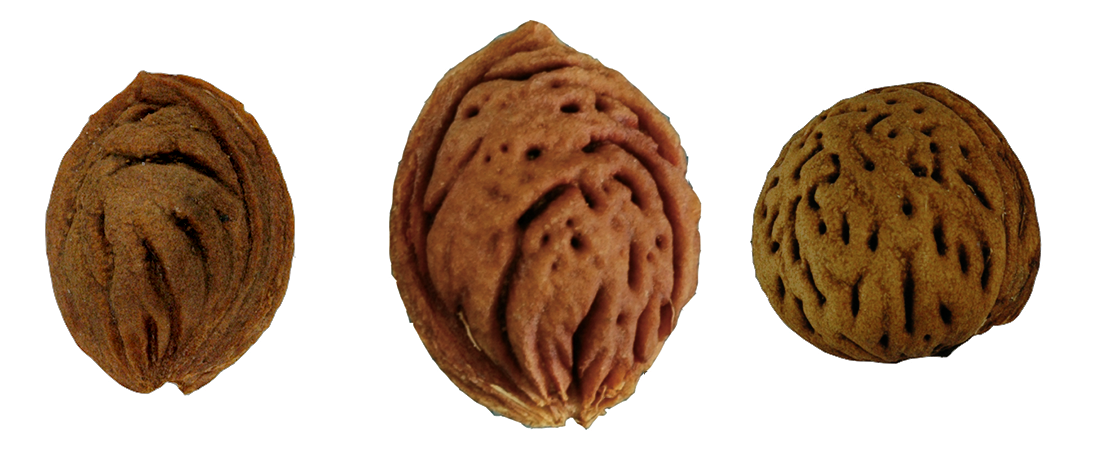
Steenvrucht-pitten van Prunus kansuensis, Prunus persica en Prunus davidiana

... · 
P. armeniaca (Abrikoos) · 
P. avium (Zoete kers) · 
P. cerasifera (Kerspruim) · 
P. cerasus (Zure kers) · 
P. domestica (Pruim) · 
P. dulcis (Amandelboom) ·
P. incisa (Fujikers) · 
P. insititia (Kroosje) · 
P. itosakura · 
P. laurocerasus (Laurierkers) · 
P. maackii · 
P. mahaleb (Weichselboom) · 
P. mume (Japanse abrikoos) · 
P. padus (Gewone vogelkers) · 
P. persica (Perzik) · 
P. salicina × armeniaca (Pluot) · 
P. serrulata (Japanse sierkers) · 
P. serotina (Amerikaanse vogelkers) · 
P. sibirica · 
P. spinosa (Sleedoorn) · 
P. ×syriaca (Mirabel) · 
P. ×yedoensis  · 
...